# Ширинский, Сергей Петрович
Серге́й Петро́вич Шири́нский (5 [18] июля 1903, Екатеринодар, Российская империя — 18 октября 1974, Москва, СССР) — виолончелист и музыкальный педагог. Лауреат Сталинской премии первой степени (1946). Народный артист РСФСР (1965).

## Биография
Мать — пианистка Евгения Францевна Кассан, в замужестве Ширинская, открывшая первую музыкальную школу в Екатеринодаре. Старший брат — скрипач и композитор Василий Петрович Ширинский.
С отличием окончил Московскую Консерваторию (1923), занесён на мраморную доску почета. Ученик Альфреда Эдмундовича фон Глена и Анатолия Андреевича Брандукова.
С 1920 года играл в оркестре ГАБТ и одновременно в Персимфансе (1923—1932). В разное время (до 1966) — концертмейстер группы виолончелей оркестра Московской филармонии, БСО Всесоюзного радио, Госоркестра СССР. Был первым исполнителем многих произведений советских композиторов для виолончели. 
В 1923—1974 — бессменный участник квартета имени Л. Бетховена. 
Дмитрий Дмитриевич Шостакович посвятил С. П. Ширинскому Четырнадцатый струнный квартет (1973).
Выступал с крупнейшими исполнителями XX века — Леопольдом Стоковским, Константином Николаевичем Игумновым, Марией Вениаминовной Юдиной, Эмилем Григорьевичем Гилельсом, Львом Николаевичем Обориным, Александром Борисовичем Гольденвейзером. 
С 1931 года — доцент в МГК имени П. И. Чайковского (с 1945 года — профессор). Также преподавал в техникуме им. Римского-Корсакова (1923—1927 г.) и музыкальном училище имени Михаила Михайловича Ипполитова-Иванова (1940-е гг.).
Дети: Татьяна (врач), Елена (арфистка), Сергей (археолог), Ольга (преподаватель), Галина (пианистка).
Похоронен на Ваганьковском кладбище (уч. № 7).

## Награды
- два ордена Трудового Красного Знамени (28.12.1946, 14.10.1966)